# PowerJet SaM146

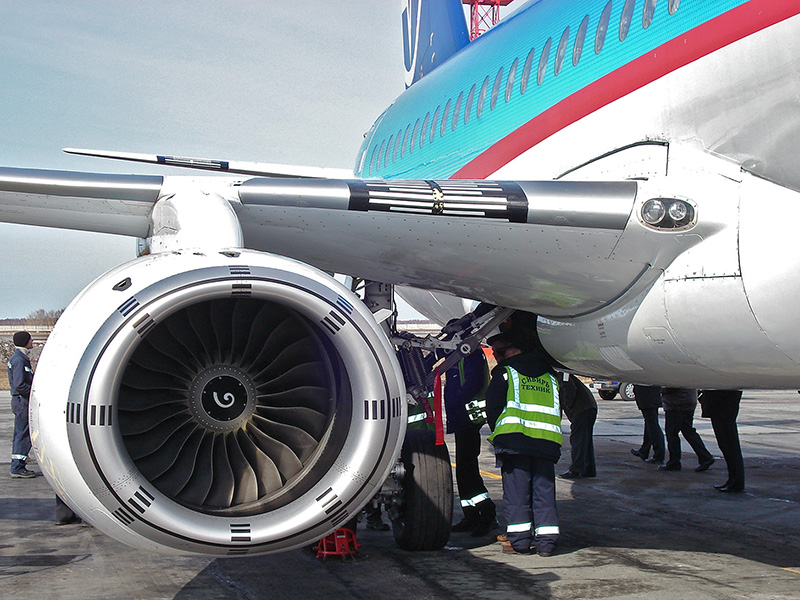
Silnik SaM 146 na samolocie Suchoj Superjet 100

PowerJet SaM146 – turbowentylatorowy, dwuprzepływowy silnik lotniczy wytwarzany przez PowerJet jako joint venture pomiędzy francuską SNECMA i rosyjskim NPO Saturn. Silnik stworzono do napędzania rosyjskiego samolotu Suchoj Superjet 100.

## Historia
Projekt SaM146 jest oparty na modelu CFM56. Podczas projektowania nowego silnika wzięto pod uwagę kwestie ekonomiczne, tj. ilość spalanego paliwa, elastyczność, masa czy koszty eksploatacji, tak aby silnik był konkurencyjny w stosunku do innych podobnych projektów. Silnik jest wyposażony w FADEC.
Rdzeń silnika został opracowany przez zakłady SNECMA. Silnik rozwija ciąg maksymalny do 77,8 kN. W kwietniu 2003 Suchoj wybrał SaM146 do napędzania swoich nowych samolotów Suchoj Superjet 100.
23 czerwca 2010 silnik otrzymał certyfikat od EASA, a dwa miesiące później silnik uzyskał certyfikację w Rosji.

## Zastosowanie
Samoloty, które napędzane są przez silniki SaM146: